# Parviz Jalayer
Parviz Jalayer (* 6. Oktober 1939 in Teheran; persisch پرویز جلاير; † 6. Juli 2019) war ein iranischer Gewichtheber und Teilnehmer an den Olympischen Sommerspielen 1964 in Tokio und 1968 in Mexiko-Stadt.

## Karriere
Jalayer stand im Aufgebot der iranischen Gewichthebernationalmannschaft bei den Olympischen Sommerspielen 1964 in Tokio, wo er Olympiasiebter wurde.
Nach dem Gewinn der Goldmedaille im Mittelgewicht (75 kg) bei den Asienspielen des Jahres 1966 in Bangkok, nahm er an den Weltmeisterschaften 1966, die in Berlin stattfanden, teil und gewann in der Gewichtsklasse "Leichtgewicht (67,5 kg)" die Bronzemedaille.
Bei den Olympischen Spielen 1968 in Mexiko-Stadt trat er wieder im Leichtgewicht an und wurde mit insgesamt 422,5 kg hinter Waldemar Baszanowski aus Polen Olympiazweiter und gewann somit die Silbermedaille.
Im Jahr 1967 stellte Parviz Jalayer in Teheran einen neuen Weltrekord auf: 169 kg im Stoßen (Leichtgewicht).